# NGC 475
NGC 475 este o galaxie lenticulară, posibil eliptică, situată în constelația Peștii. A fost descoperită în 3 noiembrie 1864 de către Albert Marth. De asemenea, a fost observată încă o dată de către Christian Heinrich Friedrich Peters și în 12 octombrie 1888 de către Guillaume Bigourdan.